# Мунанганду, Траст
Траст Мунанганду (англ. Trust Munanganda; род. 2 марта 1983, Потчефструм, Северо-Западная провинция) — замбийский шоссейный велогонщик.

## Карьера
В 2007 году принял участие на Всеафриканских играх проходивших в городе Алжир (Алжир).
Был участником чемпионатов Африки 2009 и 2010 года. С 2009 по 2011 год стартовал на Амашова Дурбан Классик, Туре Руанды и Тропикале Амисса Бонго в рамках Африканского тура UCI. 
В 2010 году стал призёром чемпионата Замбии в групповой и индивидуальной гонках.

## Достижения
2010
2-й Чемпионат Замбии — групповая гонка
2-й Чемпионат Замбии — индивидуальная гонка